# Французька Верхня Вольта
Ве́рхня Во́льта (фр. Haute-Volta) — колишня французька колонія у складі Французької Західної Африки.
Наприкінці XIX століття французи захопили королівства Мосі та включили їх землі до складу колонії Кот-д'Івуар. 1919 року з північної частини колонії Кот-д'Івуар та частини земель колонії Верхній Сенегал і Нігер була утворена окрема колонія Верхня Вольта. Назва походила від річки Вольта, витоки якої розташовуються на території колонії.
1932 року колонію було розформовано, а її територія увійшла до складу колонії Французький Судан.
Після Другої світової війни, 4 вересня 1947 року колонія Верхня Вольта була створена знову. Коли 1958 року утворилась П'ята французька республіка, Французький Союз був перетворений на Французьку співдружність, і Французька Західна Африка формально припинила своє існування. На територіях, що входили до її складу, були проведені референдуми, й 11 грудня 1958 року Республіка Верхня Вольта стала автономною республікою в складі Французької співдружності.
У результаті поразки війни в Індокитаї та зростання напруженості в Алжирі до конституції Франції були внесені зміни, що дозволили членам Французької співдружності самостійно змінювати свої Конституції. 5 серпня 1960 року була створена незалежна держава Верхня Вольта, нині — Буркіна-Фасо.